# Premio Néstor Luján de novela histórica
El premio Néstor Luján de novela histórica es un premio literario en lengua catalana convocado por la editorial Columna en memoria del periodista y escritor Néstor Luján.

## Historia
Se creó en 1997, dos años después de la muerte del autor que le da nombre. Se concede durante el mes de noviembre en Barcelona. Pueden presentarse novelas escritas en catalán. La obra ganadora es editada por la editorial convocante.

## Ganadores
- 1997 Antoni Dalmau i Ribalta por Terra d'oblit
- 1998 Albert Salvadó por El mestre de Kheops
- 1999 Jordi Mata por La segona mort de Shakespeare
- 2000 Alfred Bosch por L’Avi. Confessions íntimes de Francesc Macià
- 2001 Joaquim Borrell por Sibil·la, la plebea que va regnar
- 2002 Gabriel Janer Manila por George. El perfum de les cedres
- 2003 Albert Villaró por L'any dels francs
- 2004 Jordi Sierra i Fabra por La pell de la revolta
- 2005 Albert Salvadó por La gran concubina d´Amon
- 2006 Maria Carme Roca por Intrigues de palau
- 2007 Rafael Vallbona por Forasters
- 2008 Martí Gironell por La venjança del bandoler[1]
- 2009 Núria Esponellà por Rere els murs[2][3]
- 2010 Coia Valls por La princesa de Jade
- 2011 Ramon Gasch y Andreu González Castro por Bon cop de falç!.
- 2012 Miquel Fañanàs por Bruixa de Pedra[4]
- 2013 Jordi Solé por Conspiració a Tàrraco.
- 2014 Joaquim Molina por La rosa entre els llops [5]
- 2015 Tània Juste por Temps de família[6]

- 2016 Jaume Clotet por El càtar proscrit
- 2017 Xulio Ricardo Trigo por L'homenatge
- 2018 David Martí Martínez por El pirata de Cala Morisca
- 2019 Andreu Claret por El cònsol de Barcelona
- 2020 Glòria Sabaté por El vel de la deessa

- 2021 Imma Tubella por Els insubmisos del mar
- 2022 Laia Perearnau por Francesca de Barcelona
- 2023 Sònia Casas por Retorn als orígens